# Trottoir

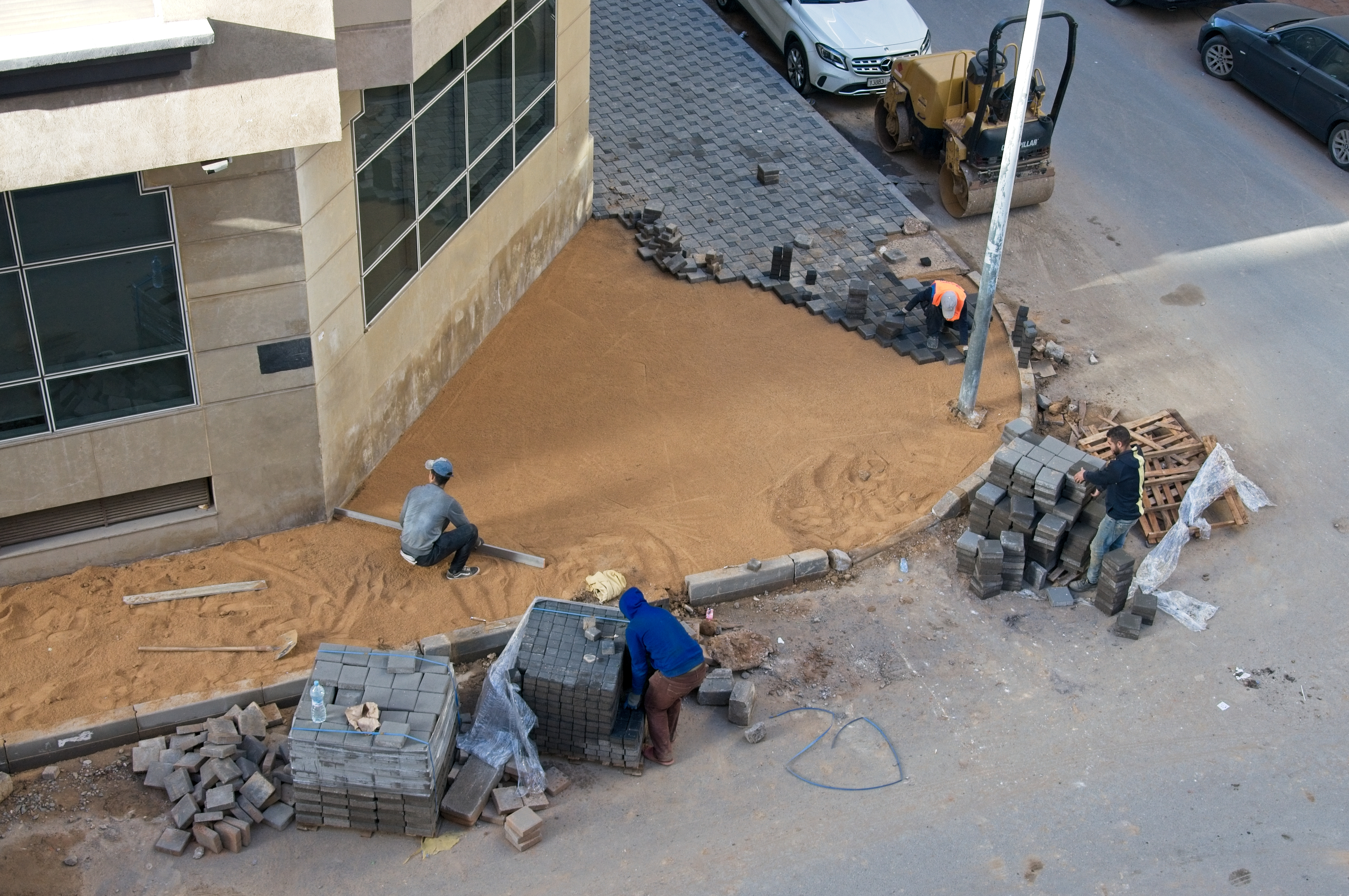
Des ouvriers refont les trottoirs dans un quartier de Maarif à Casablanca, en 2022.

Un trottoir est un espace réservé aux piétons sur le côté des rues ; un caniveau et une bordure assurant la limite avec la partie vouée à la circulation des véhicules à moteur. Il en existe depuis l'Antiquité.
Dans la plupart des pays, en bordure de voie roulable, ils relèvent du domaine public (routier en l'occurrence, dont ils constituent des dépendances) et sont des ouvrages publics, mais localement, les riverains peuvent avoir certaines responsabilités dans leur entretien.

## Histoire

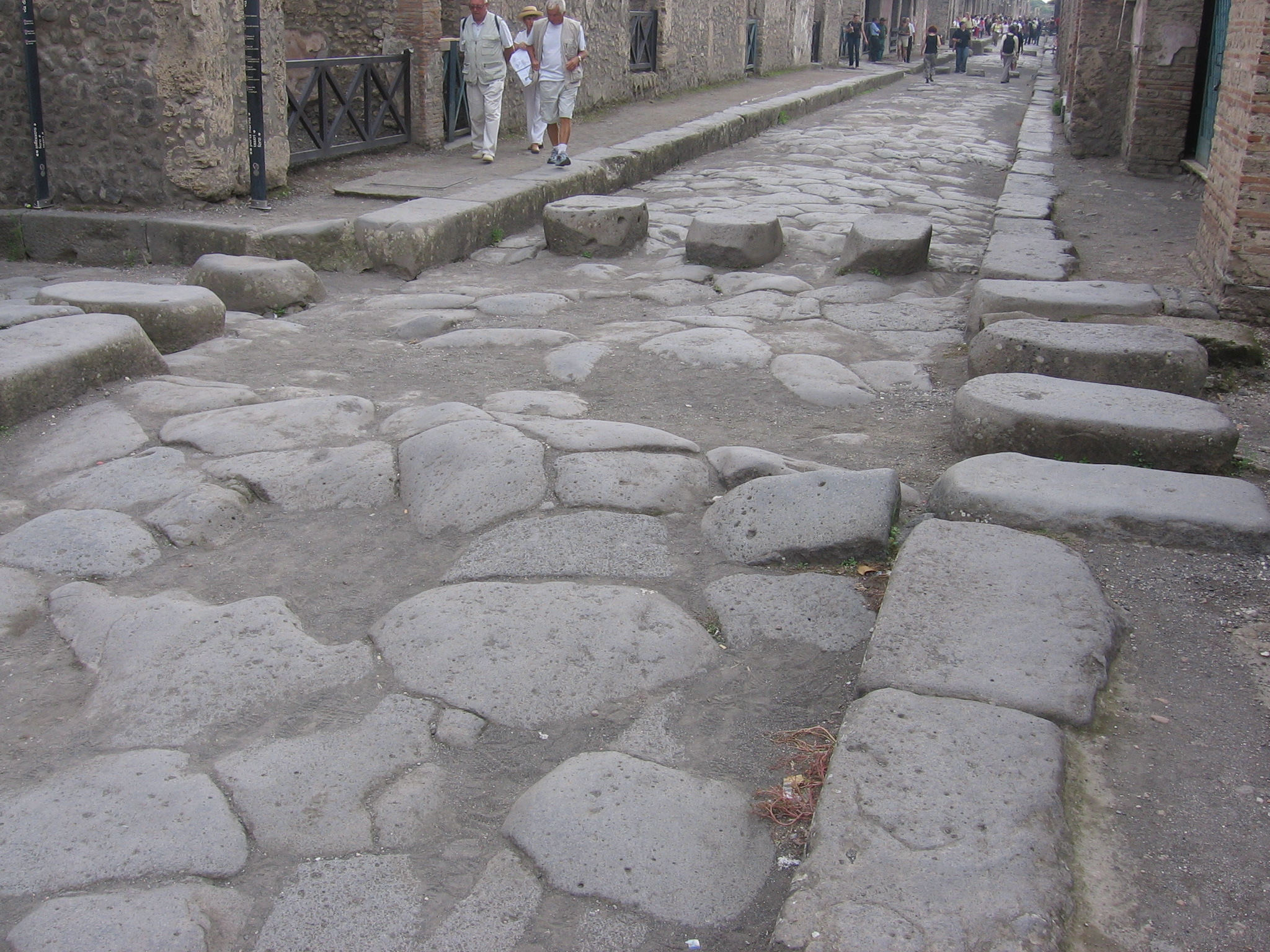
Vestiges des limites des trottoirs et de passages pour piétons sur le site archéologique de la ville romaine antique de Pompéi, au croisement de la Via dell'Abbondanza et de la Via di Nocera.

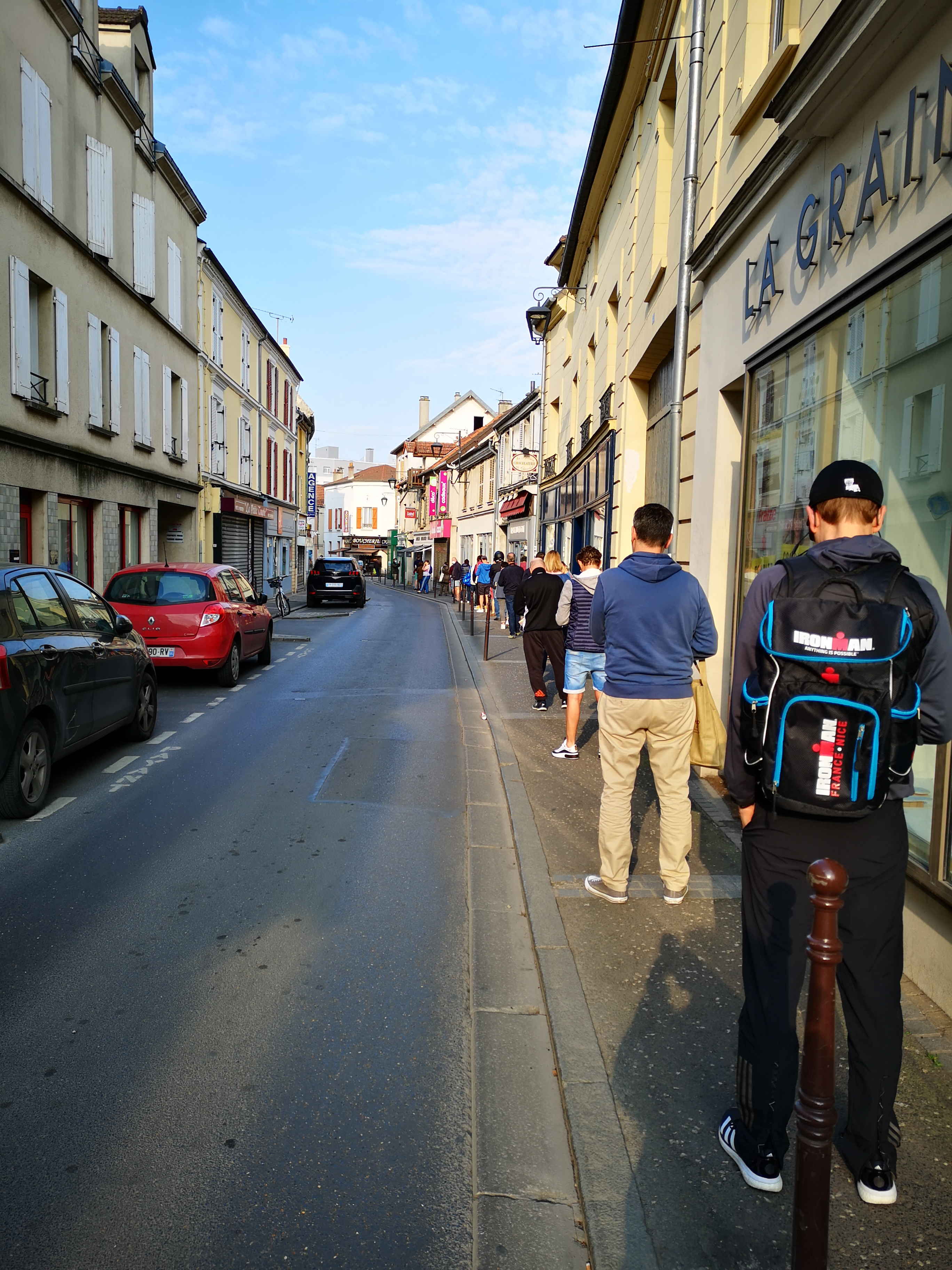
Files d'attente devant des commerces, mi-avril 2020 à Houilles en Île-de-France, provoquées par les règles de distanciation physique en raison de la pandémie de Covid-19.

Connu dans l'Antiquité, le trottoir disparaît pendant le Moyen Âge, au profit d'un aménagement des voiries avec ruisseau central pour l'écoulement des eaux et des revers de façade. Le mot trottoir apparaît au XVIIe siècle mais à propos des pistes surélevées longeant certains ponts et quais. Il est réinventé au XVIIIe siècle en Angleterre où des nouvelles règles d'urbanisme prônent l'élargissement des rues trop souvent étroites, et un espace pour les piétons dans les rues commerçantes. Il arrive en France avant la Révolution. Les trottoirs dignes de cette appellation apparaissent vers 1780-1781 à Paris, notamment rue de l'Odéon (dénommée à l'époque rue du Théâtre-Français),. L'abbé Arthur Dillon, chanoine de Notre-Dame de Paris, en vante les mérites, dans Utilité, possibilité, facilité de construire des trottoirs dans les rues de Paris, publié en 1803 : « Les trottoirs sont les chemins des habitants des villes pour toutes les communications sociales et les besoins du commerce », explique-t-il,.
En 1838, 120 km de trottoirs sont en place dans Paris. À partir de 1850, les règles d’urbanisme imposent leur généralisation, pour faciliter aussi la circulation des chevaux, des bicyclettes puis des tramways. Durant les deux premiers tiers du XXe siècle, l'espace réservé aux trottoirs est progressivement grignoté pour privilégier la circulation des voitures et également leur stationnement. Mais une réaction s'amorce ensuite, avec la création de rues piétonnes (la rue du Gros-Horloge, à Rouen, est par exemple la première rue piétonne en France, et est créée en 1971). À partir des années 1980 (et 1990 en France), un autre signe d'une remise en cause de la priorité donnée à la circulation des voitures est la création de zones 30, modérant de façon sensible la vitesse des véhicules routiers. Dans ces zones 30, le distinguo entre trottoir et voie routière peut s'estomper en partie, selon le mode d'aménagement retenu. Les tramways reviennent également en force, reprenant une partie de l'espace réservé aux voitures pour leur usage.
Au début du XXIe siècle, l'espace des trottoirs devient partagé, de fait, entre piétons, et usagers de patins à roulettes, skateboards ou de trottinettes, créant quelquefois une tension, ce qui conduit à la mise en place de réglementations nouvelles. En 2020, la pandémie de Covid-19 et les contraintes de maintien d'une distanciation physique conduisent les municipalités à relancer une réflexion et potentiellement à remettre en cause la configuration de l’espace public pour élargir à nouveau ces trottoirs. Avec ces règles de distanciation, réapparaissent également de façon significative les files d'attente à l'entrée de commerces, nécessitant également de la place,.

## Règles d'usage en France
Le trottoir est généralement réservé, via les réglementations sur les voies publiques (Code de la route, au niveau national, ou réglementations locales), à l'usage des piétons et des usagers se déplaçant à pied avec des véhicules à roulettes (poussette pour enfant par exemple). Pour les trottinettes, patins à roulettes, skateboards, gyropodes, Segway, gyroroues, etc., les réglementations sont en évolution, dans les différents pays, avec la multiplication de ce type d'engin. Ces réglementations peuvent concerner également le stationnement de ces différents engins sur le trottoir. Elles précisent aussi l'usage des voies routières, des voies de bus, ou des pistes cyclables. La circulation sur le trottoir est généralement interdite aux cyclistes en agglomération, sauf pour les petits enfants (moins de 8 ans en France). Un véhicule motorisé n'a pas le droit de stationner et de circuler sur un trottoir, seules les « charretières » ou bateaux, permettent à ceux-ci de pénétrer dans la propriété adjacente.

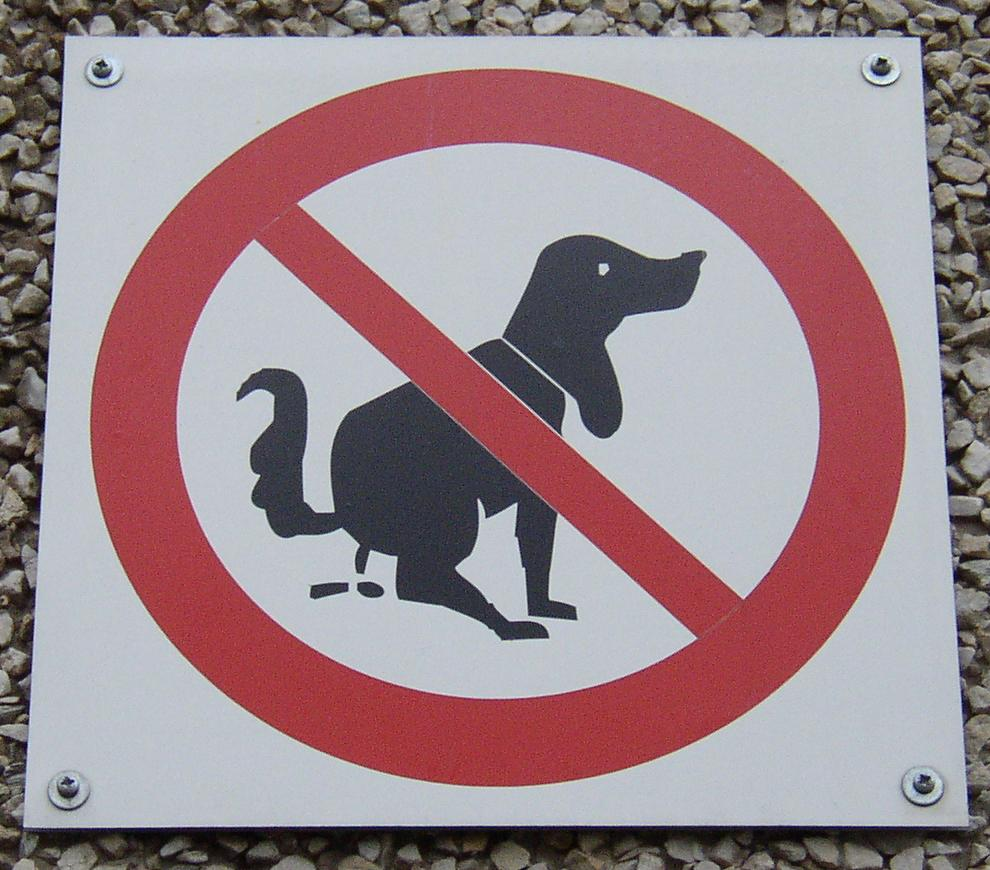
Panonceau d'un trottoir de Berlin.

Lorsqu'un piéton doit traverser la chaussée réservée aux automobiles pour rejoindre le trottoir de l'autre côté de la rue, il doit la traverser sur un passage piéton signalé parfois par une signalisation verticale, parfois par un feu de circulation.
Le trottoir fait généralement partie du domaine public (sauf dans le cas de certains lotissements dont la voirie est restée privée, mais si celle-ci est ouverte à la circulation publique — absence de clôture — elle est soumise aux règles de circulation applicables sur les voies publiques).
Les usagers des trottoirs - humains ou animaux, riverains ou passants - doivent préserver leur propreté.
En France, en cas de chute de neige, le déneigement des trottoirs par les riverains est obligatoire si un arrêté municipal le prévoit.

## Matériaux et décoration
Les trottoirs sont couverts de divers matériaux, le plus souvent d'asphalte, de ciment, de pavés, de dalles en pierre ou ciment, de gravier, de bois. À Genève, le ciment est bouchardé et divisé par des faux joints qui donnent l’aspect de dalles de 50 × 100 cm.
L’enrobé est parfois coloré de rouge. Un éclairage peut être inséré dans le sol.

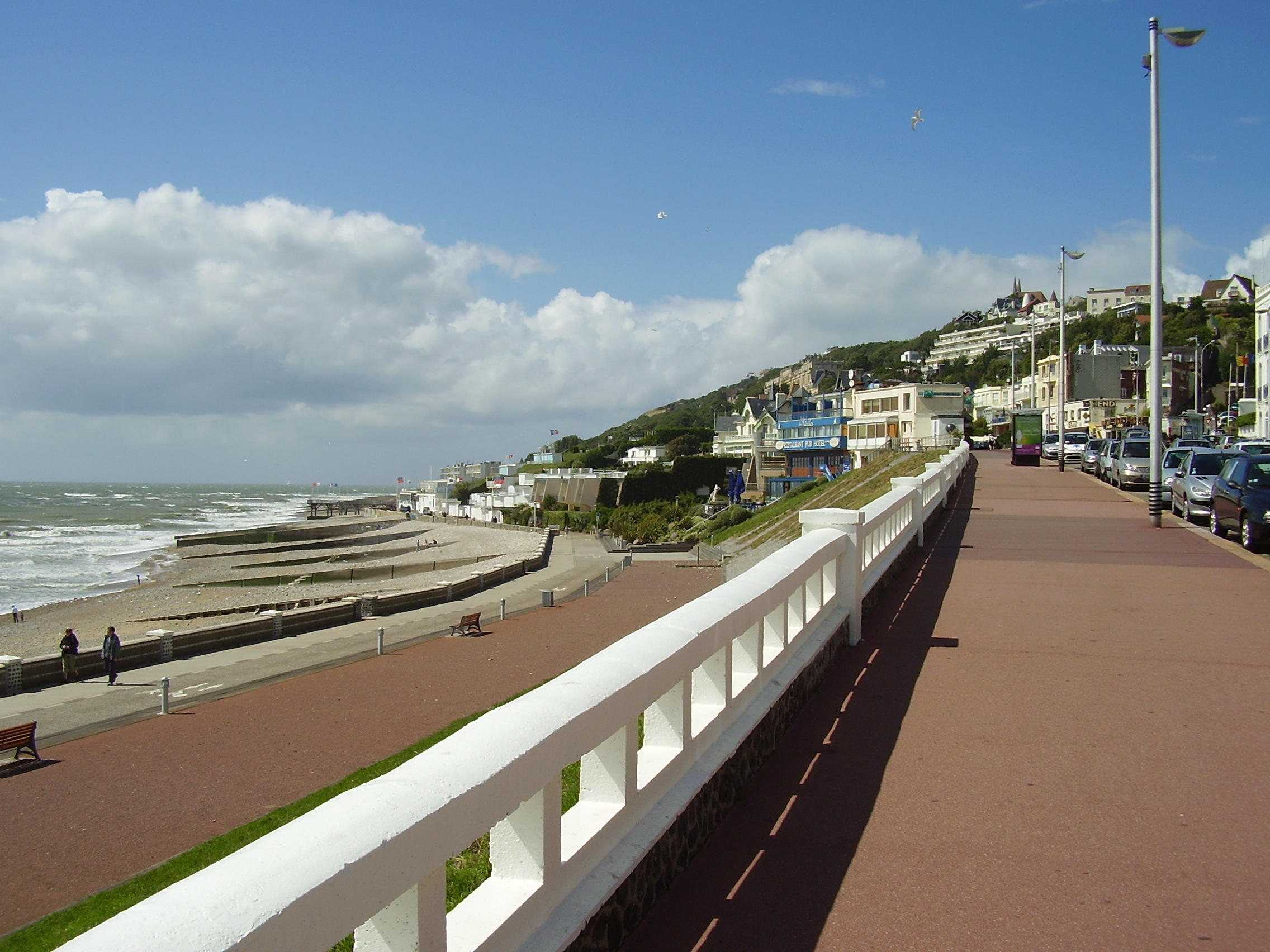
Rouge, au Havre.
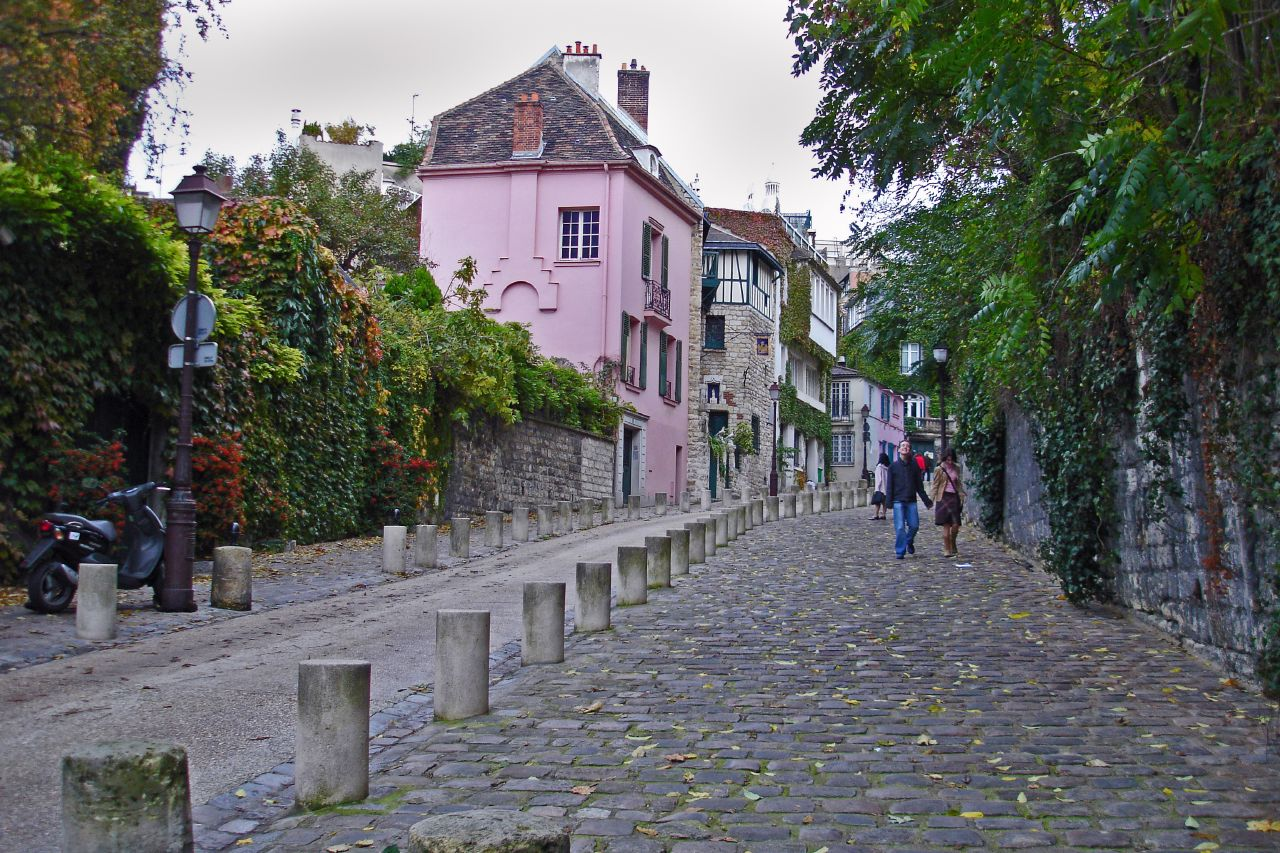
Pavés, à Paris.
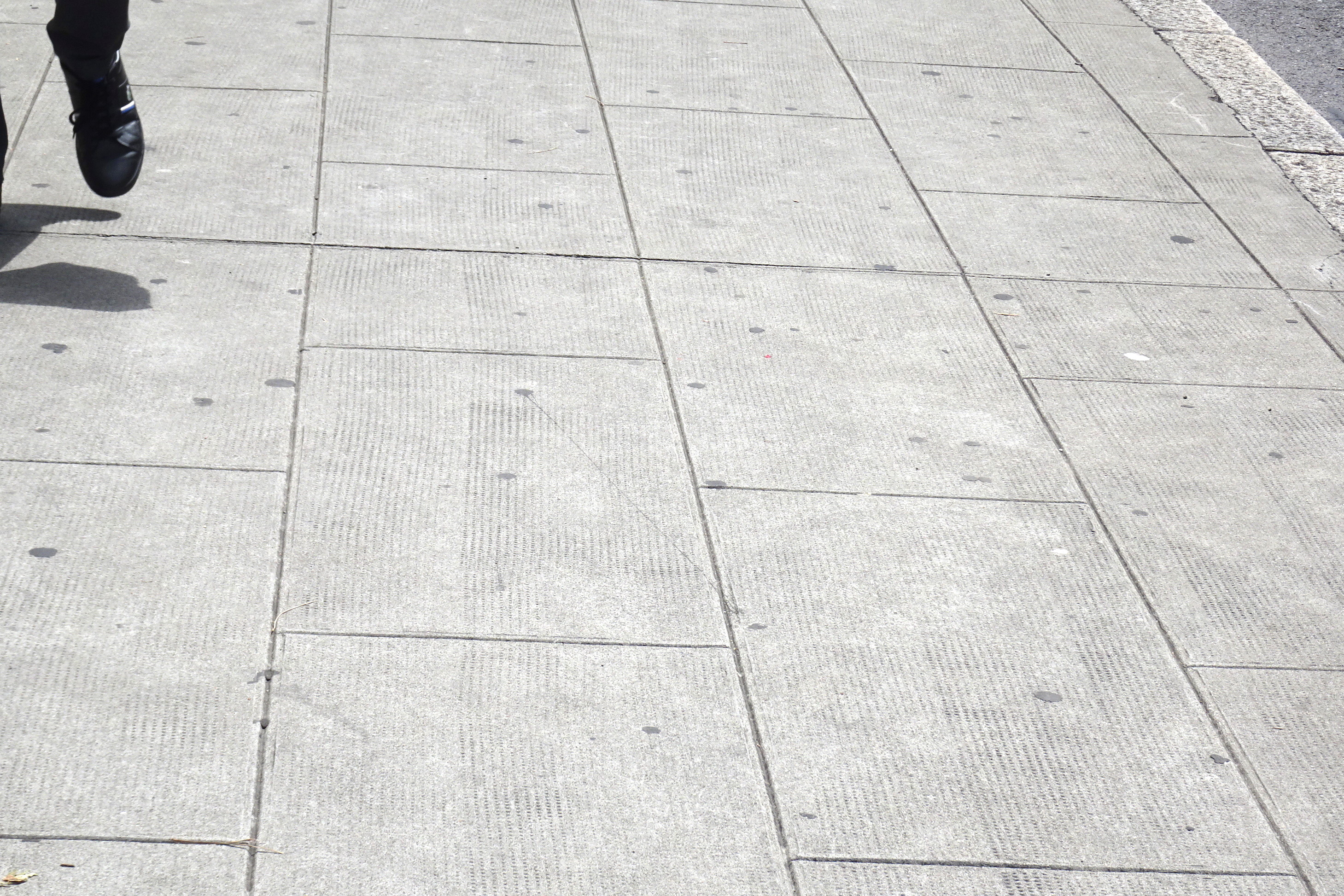
Ciment, à Genève.
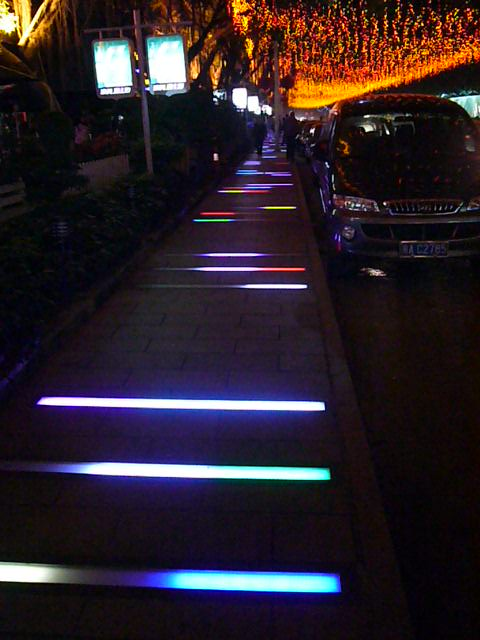
Éclairage, à Zhuhai.
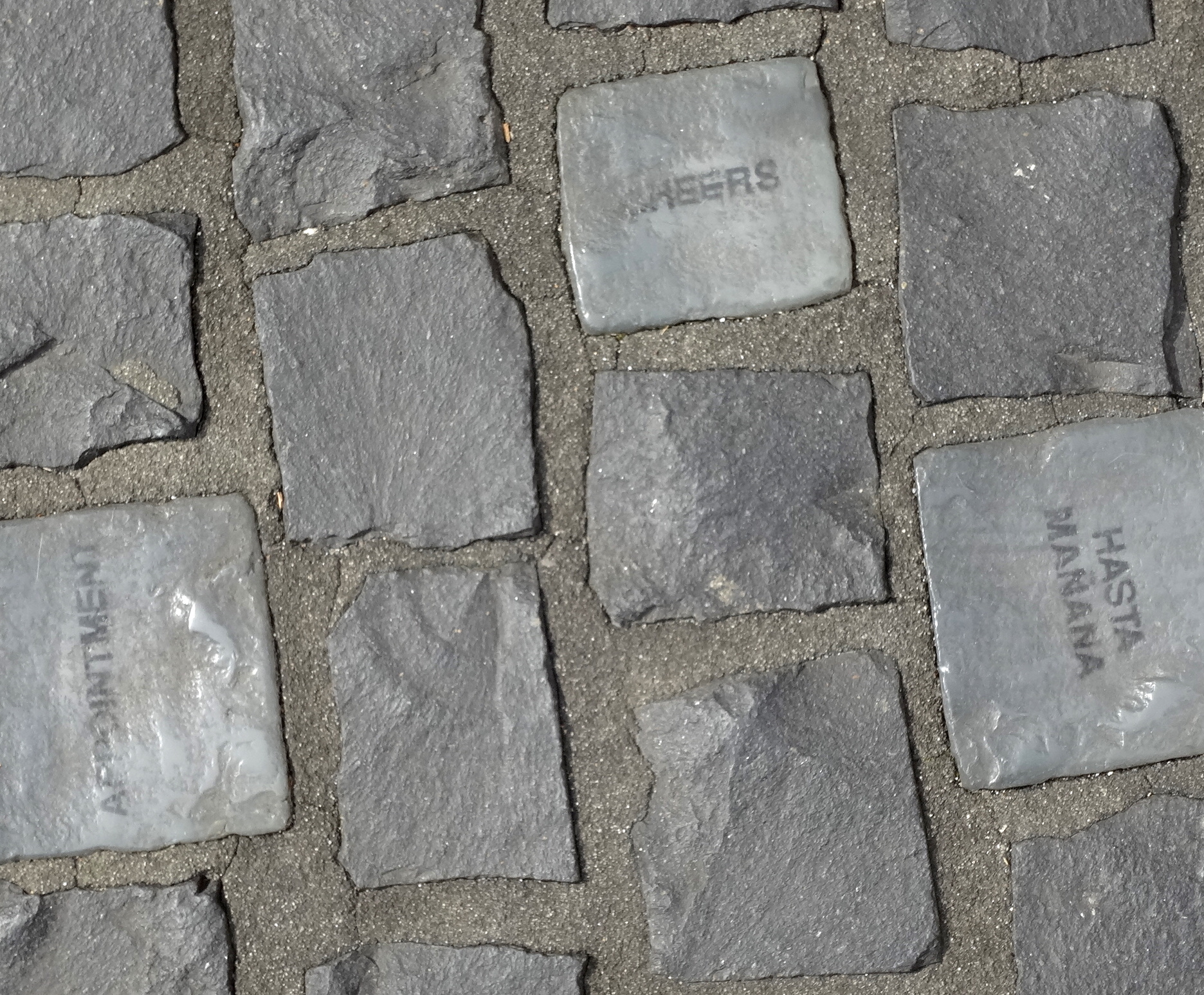
Pavés lumineux avec messages de bienvenue, à Genève.

## Mécanisation
Un trottoir roulant est une installation qui entraîne mécaniquement une bande sans fin et exempte de marches, destinée au transport des personnes.

## Expressions
- Faire le trottoir, se prostituer en trouvant le client dans la rue.
- Dans certaines zones de France, par métaphore, le trottoir est aussi le nom communément donné au bord d'une tarte ou d'une pizza[10].